# Morro dos Pinheiros
Morro dos Pinheiros ou Jardim Pinheiros é um bairro de classe média baixa de Teresópolis, cidade localizada no interior do estado do Rio de Janeiro.

## Demografia
De acordo com o Instituto Brasileiro de Geografia e Estatística (IBGE), sua população no ano de 2010 era de 2 114 habitantes, sendo 1 113 mulheres (52.6%) e 1 001 homens (47.4%), possuindo um total de 772 domicílios.

## Cultura
No bairro, é sediado diversos eventos culturais ou até mesmo realizados pela escola local e promovidos pela Prefeitura, através da Secretaria de Cultura.